# محافظة ناخون راتشاسيما
محافظة ناخون راتشاسيما (بالتايلندية: นครราชสีมา) و(بالإنجليزية: Nakhon Ratchasima)‏ هي واحدة من محافظات تايلاند الخمس والسبعين تجاور محافظة تشايافوم ومحافظة خون كاين ومحافظة بوريرام ومحافظة سا كايو ومحافظة خون كاين ومحافظة براتشينبوري ومحافظة ناخون نايوك ومحافظة سارابوري ومحافظة لوبوري.

## الجغرافيا
عاصمة المقاطعة مدينة موينج ناخون راتشاسيما، مساحة المحافظة 20494 كيلومترا مربعا مما يجعلها أكبر محافظة من محافظات تايلاند تبعد المحافظة 259 كيلومترا عن العاصمة بانكوك تقع الهضبة الشمالية من هضبه كورات في ناخون راتشاسيما تتميز المحافظة بسلسه جبال فيشابون ويتوفر بها اثنين من الحدائق الوطنية.

## التاريخ
هضبة كورات كانت مركزا مهما في زمن امبراطورية الخمير في القرن الحادي عشر في اواخر القرن التاسع عشر وصلت السكك الحديدة الي المحافظة والمحافظة كانت مركز للقوات الأمريكية في حرب فيتنام.

## التقسيمات الادارية
| 1. موانج ناخون راتشاسيما 2. خون بوري 3. سونج سانغ 4. خونغ 5. بان لويام 6. تشاكارات 7. تشوك تشاي 8. دان خون توت 9. نون تاي 10. نون سونغ 11. خام ساكايساينج 12. بوا ياي 13. برتي 14. باك ثونغ تشاي | 1. فيماى 2. هواي ثالاينج 3. شيام فوانج 4. نون سونغ 5. خام ساكايساينج 6. سكيو 7. باك تشونغ 8. نونغ بون ماك 9. كاينغ سنام نانغ 10. نون داينج 11. وانغ نام كياو 12. ثيفاراك 13. موانج يانغ 14. ثونغ خام 15. بوا لأي 16. سيدا 17. شالوم فراي كيت 18. لام ثامينتشاي |

## أعلام
- راتاناتشاي سور فربين
- برايوت تشان أوتشا
- سوريا براساثينفيماي